# Hrabstwo Custer (Idaho)
Hrabstwo Custer (ang. Custer County) – hrabstwo w stanie Idaho w Stanach Zjednoczonych. Obszar całkowity hrabstwa obejmuje powierzchnię 4936,79 mil² (12 786,23 km²). Według szacunków United States Census Bureau w roku 2009 miało 4240 mieszkańców. Jego siedzibą administracyjną jest Challis.
Hrabstwo ustanowiono 8 stycznia 1881. Nazwa pochodzi od kopalni General Custer, nazwanej w ten sposób na cześć amerykańskiego dowódcy George'a Custera.

## Miejscowości
- Challis
- Clayton
- Lost River
- Mackay
- Stanley